# Boyes Hot Springs (Kalifornija)
Boyes Hot Springs je naseljeno područje za statističke svrhe u američkoj saveznoj državi Kalifornija. Prema popisu stanovništva iz 2010. u njemu je živjelo 6,656 stanovnika.